# 麻虎镇
麻虎镇，是中华人民共和国陕西省安康市白河县下辖的一个乡镇级行政单位。
2015年，陕西省民政厅批复同意将冷水镇里龙、月镇、十里3个村划归麻虎镇。

## 行政区划
麻虎镇下辖以下地区：
康银社区、南沟村、金银村、兴坪村、太和村、松树村、十里村、里龙村和月镇村。